# St. Martin (Munster)
Die Kirche St. Martin ist eine evangelisch-lutherische Kirche in Munster. Sie befindet sich in der Marienburger Straße 1, in der Nähe des Ortsausgangs nach Soltau.

## Kirchenbau

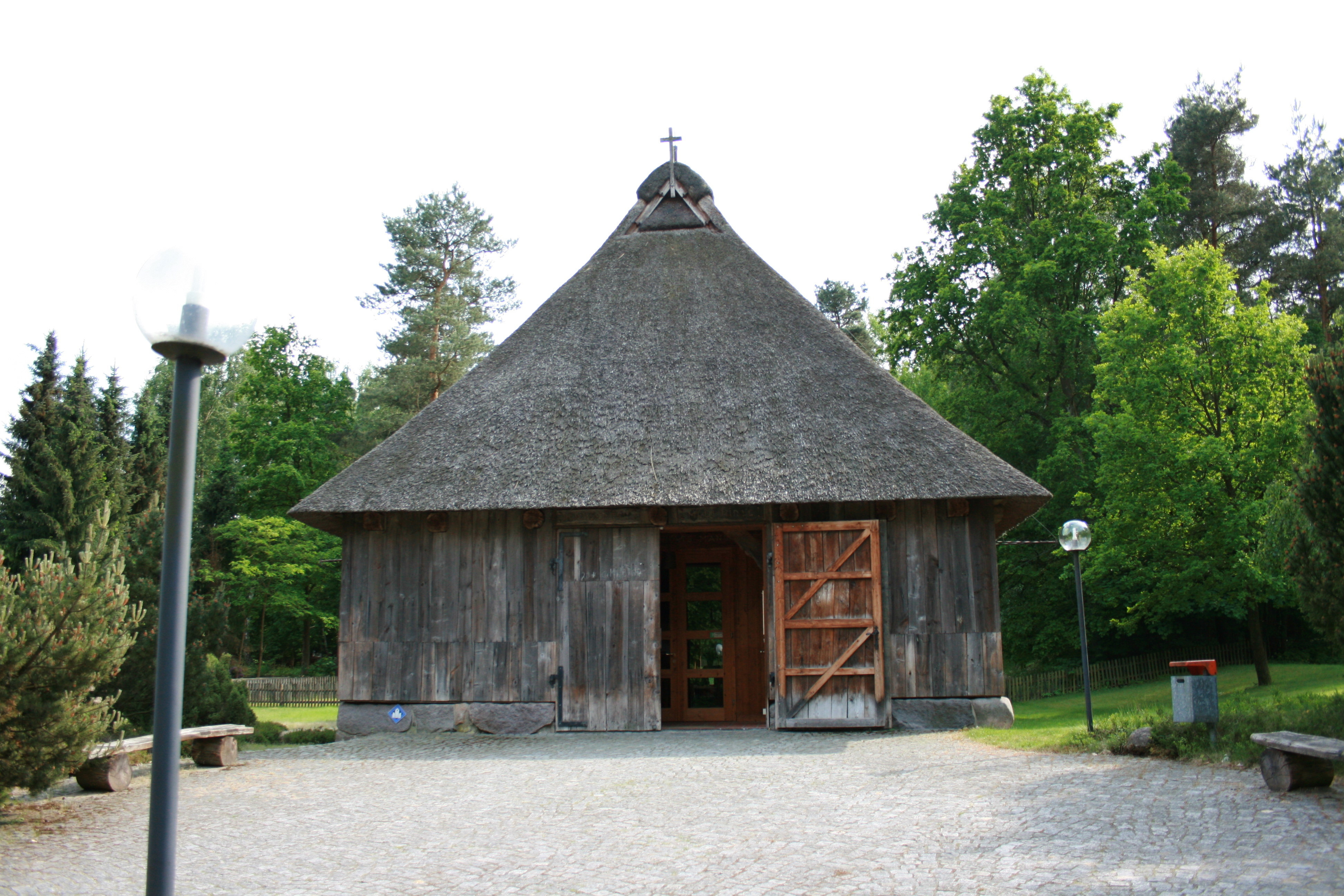
Die Schafstallkirche von außen

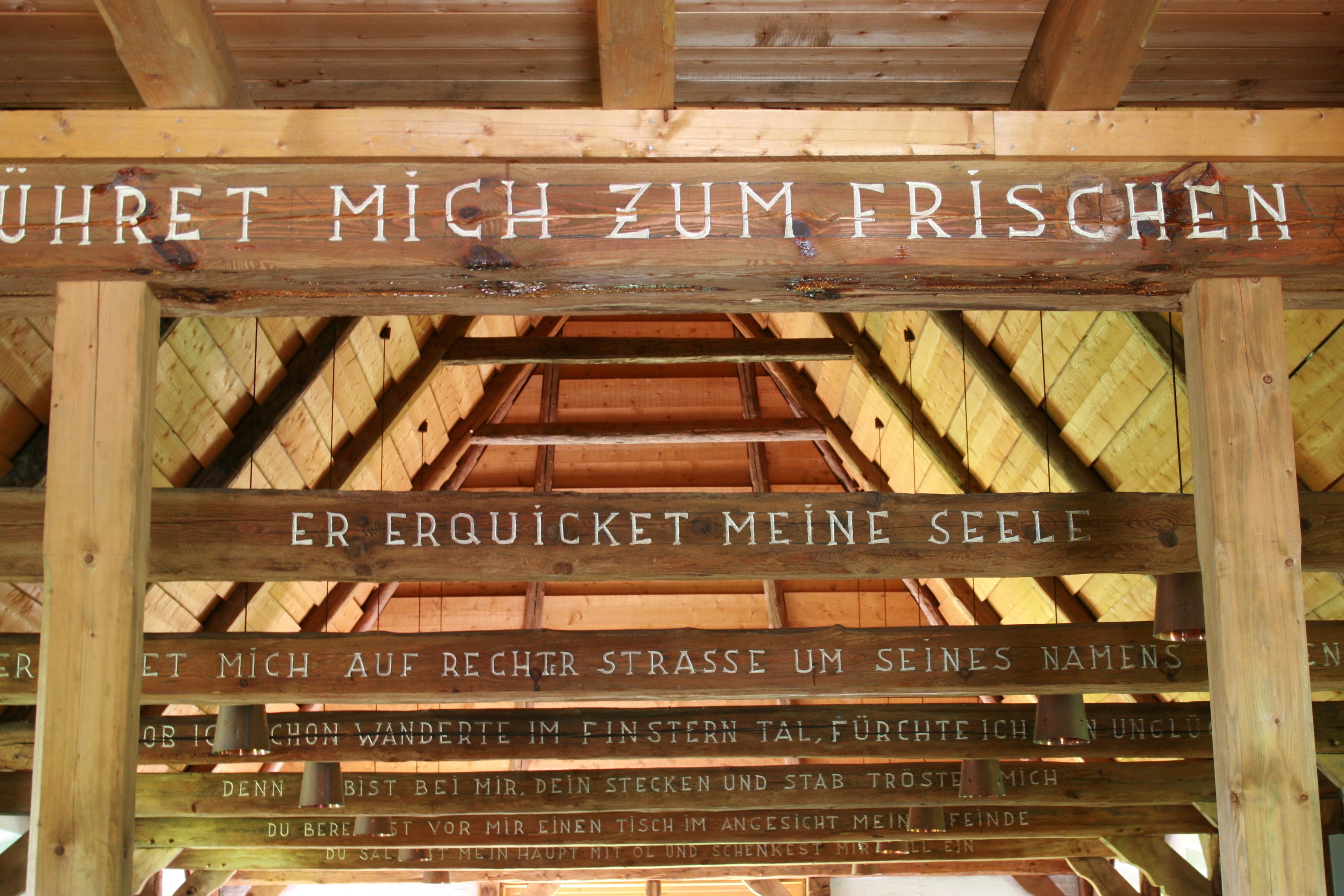
Psalm 23 in der Schafstallkirche

Die Kirchengemeinde St. Martin, eine Tochtergemeinde von St. Urbani in Munster, verfügte anfangs nur über ein Gemeindezentrum mit Gemeindesaal. Bei dem heutigen Kirchenbau handelt es sich um einen ehemaligen Schafstall aus der Mitte des 19. Jahrhunderts, der 1987 im benachbarten Kohlenbissen abgebaut, an seinen jetzigen Standort versetzt und zum Kirchengebäude ausgebaut wurde. Das typische Erscheinungsbild eines in der Lüneburger Heide üblichen Schafstalls wurde dabei weitgehend erhalten. Die Einweihung erfolgte am 9. April 1989. Die Baukonstruktion besteht aus einem Ständerbau mit reetgedecktem Krüppelwalmdach. Für den neuen Nutzungszweck wurde eine Orgelempore eingezogen.

## Geläut
Der Glockenträger aus Stahlbetonfertigteilen wurde 1983 von der Karlsruher Glocken- und Kunstgießerei für das Gemeindezentrum errichtet. Verwendet wurden zwei gebrauchte Bronzeglocken (d″+4 und f″+4) aus dem Jahr 1953.